# یواس‌اس بیلفیش (اس‌اس-۲۸۶)
یواس‌اس بیلفیش (اس‌اس-۲۸۶) (به انگلیسی: USS Billfish (SS-286)) یک زیردریایی بود که طول آن ۳۱۱ فوت ۹ اینچ (۹۵٫۰۲ متر) بود. این زیردریایی در سال ۱۹۴۲ ساخته شد.